# Kisaeng
Kisaeng (ook geschreven als gisaeng), soms ginyeo (기녀) genoemd, waren vrouwelijke entertainers in Korea vergelijkbaar met de Japanse geisha en de hetaerae uit het oude Griekenland. Kisaeng waren geen prostituees, al wordt vaak ten onrecht gedacht dat dit wel het geval was, maar vrouwen die muziek maakten en dansten voor leden uit de hogere (yangban) en koninklijke klasses.
Kisaeng komen voor het eerst voor ten tijde van de Goryeodynastie in de 10e eeuw, waar ze verschillende functies vervulden voor de staat. Vele waren aangesteld aan het hof, maar ook elders waren kisaeng aangesteld. Ze werden getraind in gyobang en onderscheidden zich vaak met hun kennis en kunde van de fijnere kunsten zoals poëzie, voordracht, muziek en dans. Ondanks dit alles behoorden de kisaeng to een van de lagere klassen in de samenleving.
Kisaeng, zowel historische als fictieve, spelen een belangrijke rol in de Koreaanse conceptie van de Joseon dynastie. Kisaeng komen reeds voor in sommige van de oudste overgeleverde verhalen, zoals de geschiedenis van de heldin Chunyang. Hoewel de meeste echte kisaeng reeds lang vergeten zijn, worden sommige nog steeds herinnerd vanwege de waarden, zoals talent en loyaliteit, waar ze voor stonden. Een voorbeeld is de 16e-eeuwse kisaeng Hwang Jin-i.

## Carrière

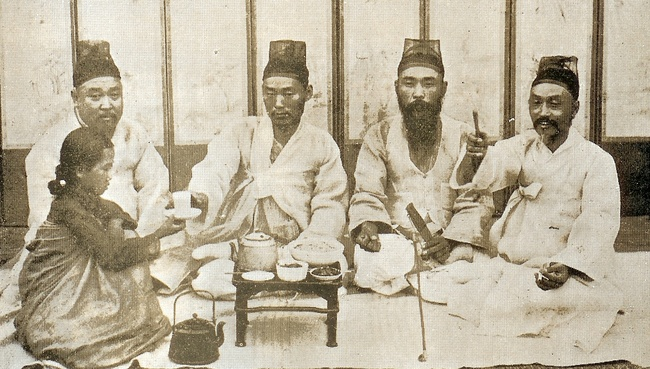
Kisaeng von Joseon (ca. 1910)

De carrière van de meeste kisaeng was maar kort van duur. Het hoogtepunt van hun carrière lag meestal rond hun zestiende of zeventiende levensjaar en was over na hun tweeëntwintigste. Slechts weinigen waren in staat om aan het werk te blijven als kisaeng na deze tijd. Dit was waarschijnlijk ook de redenen waarom zelfs kinderen van acht jaar oud werden toegelaten tot de gyobang. Alle kisaeng, zelf als ze niet als entertainer werkten, waren bij de wet verplicht om te stoppen op hun vijftigste. De beste kans op een inkomen maakten de kisaeng dan ook als bijvrouw van een beschermer. Maar dit kon alleen als hun patroon hen vrijkocht van de staat, iets wat slechts weinigen ten tijde van de Josean dynastie zich konden veroorloven. Dit had als gevolg dat de meeste kisaeng werk kregen in drinkgelegenheden of er zelf eentje konden beginnen.

## Gijeok
In elke district werd een lijst bijgehouden van actieve kisaeng, deze lijst werd gijeok (기적, 妓籍) genoemd. De lijst werd bijgehouden door het districtshoofd, hojang genoemd. Vrouwen die niet op de lijst voorkwamen, was het niet toegestaan om als kisaeng te werken. Vrouwen die wel op de lijst stonden, waren verplicht als kisaeng te werken. Een kisaeng kon alleen van de gijeok verwijderd worden zodra ze met pensioen ging, vrijgekocht werd of stierf.
Zowel tijdens de Goryeo als Joseon dynastie werden gijeok bijgehouden. Ze worden voor het eerst genoemd in documenten tijdens de regering van koning Gojon in de 13de eeuw.